# 579
579 (DLXXIX) var ett normalår som började en söndag i den julianska kalendern.

## Händelser

### November
- 26 november – Sedan Benedictus I har avlidit den 30 juli väljs Pelagius II till påve.

### Okänt datum
- Den frankiske kungen Chilperik I krossar ett uppror i Limoges.
- Langobarderna belägrar Rom.

## Födda
- Fang Xuanling, ledare för arbetet med Jinshu.
- Tang Jian, kinesisk diplomat.

## Avlidna
- 30 juli – Benedictus I, påve sedan 575.
- Khusrov I, persisk kung sedan 531.